# Онтогенетична адаптація
Онтогенетична адаптація — здатність організму пристосовуватися у своєму індивідуальному розвитку до зовнішніх умов, що змінюються. Розрізняють наступні підвиди:
- генотипічна адаптація — відбір спадково детермінованої (зміна генотипу) підвищеної пристосованості до змінених умов (спонтанний мутагенез)
- фенотипічна адаптація — при цьому відборі мінливість обмежена нормою реакції, визначуваної стабільним генотипом.

## Історія уявлень про адаптацію в теоріях еволюції

### Жан Батист Ламарк

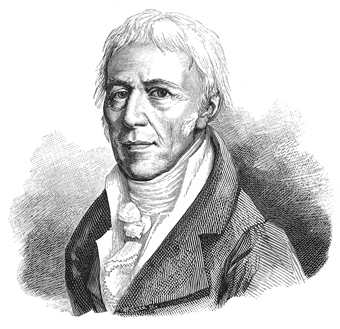
Жан Батист Ламарк

Проте, наукове обґрунтування ідей адаптації розроблялося повільніше, ніж філософські переконання і емпіричні знання із цього приводу і кардинально не мінялося практично до 1809 року, коли французький дослідник природи Жан Батист Ламарк (фр. Jean-Baptiste-Antoine-Pierre Monet Chevalier de Lamarck) (1744—1829) створив перше цілісне вчення про еволюцію живої природи, основні ідеї якого були викладені у «Філософії зоології».
У основі його вчення лежало уявлення про внутрішнє «прагнення до вдосконалення», властиве усьому живому, — поступове, але неухильне підвищення організації живих істот (градації) — від простих до найдосконаліших (при цьому, він відмічав, що градації в організмі відповідають «здібності постійні»).
Інше засадниче уявлення його вчення — постійний вплив зовнішнього середовища, що призводить до порушення правильної градації (впливу середовища відповідали — «здібності, схильні до зміни під впливом обставин»). Виниклі функціонально-морфологічні зміни передаються у спадок потомству, посилюючись з покоління до покоління.
На основі законів Ламарка склався напрям, що зазвичай називається ламаркізмом або неоламаркізмом, а точніше ектогенезом — ектос — зовнішній (грец.), ектогенез — еволюція під дією зовнішніх сил. У рамках цього напряму еволюція розглядалася як адаптивний процес, ґрунтований на загальній властивості живих істот — «спадкоємстві доброчинно набутих властивостей» (ознак). Отже, пристосованість розглядалася як причина, а не результат еволюції. Одиницею еволюції у рамках ектогенезу, є потомство батьків, які передали своїм нащадкам результати «вправляння або не вправляння органів», тобто череда поколінь.

### Чарлз Роберт Дарвін

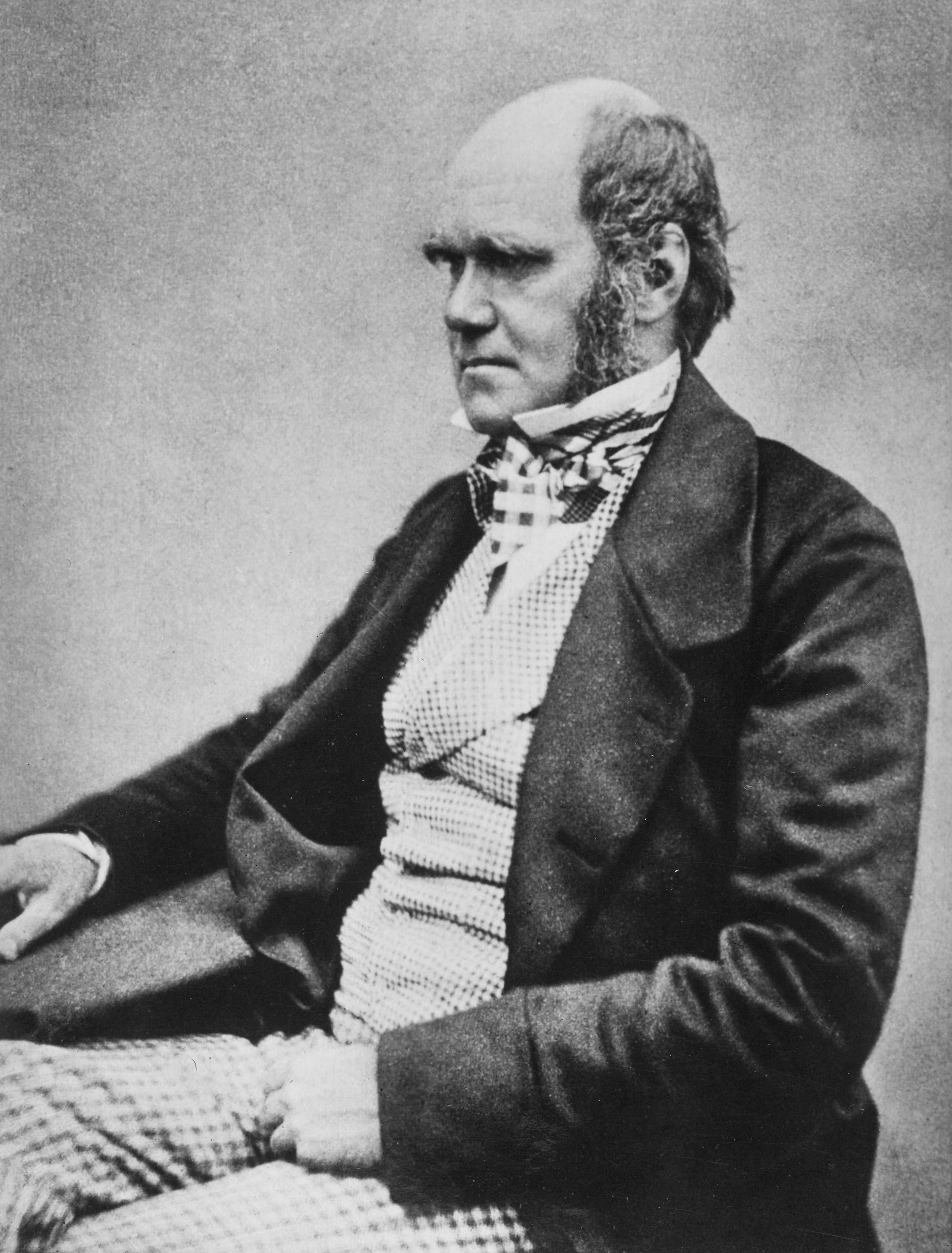
Чарлз Роберт Дарвін

Подальший розвиток питання впливу зовнішнього середовища на людину отримало у працях англійського дослідника природи, творця теорії еволюції Чарлза Роберта Дарвіна (англ. Darwin) (1809—1882). У 1859 році він випустив книгу « Походження видів шляхом природного добору або збереження обраних рас у боротьбі за життя», в якій було показано, як розвивалися усі види живого, згідно з висуненим ним положенням про «виживання найбільш пристосованих».
Дарвін розглядав пристосування (адаптацію) лише як засіб для виживання. Згідно з дарвінізмом, еволюція є процесом адаптації організмів до умов довкілля, причому пристосованість організмів є результатом еволюції.

### Геккель

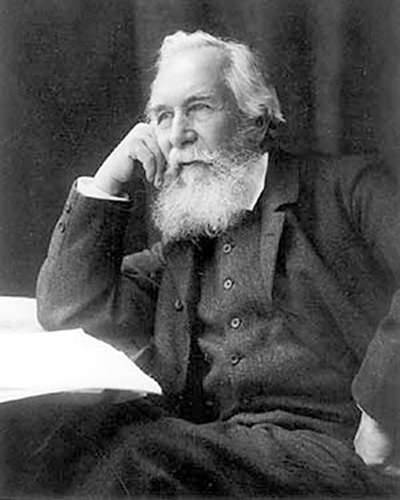
Ернст Геккель

Під безпосереднім впливом ідей Дарвіна німецький зоолог Ернст Геккель (нім. Haeckel) (1834—1919), дійшов висновку про необхідність створення особливої біологічної дисципліни — екології (Геккель — автор терміна «екологія»), яку він визначив як "загальну науку про стосунки організмів до довкілля, куди ми відносимо у широкому сенсі усі «умови існування». У трактуванні рушійних сил еволюції Геккель намагався еклектично з'єднати в одному вченні принципи Ч. Дарвіна і Ж. Б. Ламарка, визнаючи як природний відбір, так і пряме пристосування організмів до умов середовища шляхом спадкоємства набутих ознак. Таким чином, до початку XX століття було встановлено, що адаптація живих організмів до довкілля є по суті проблемою еволюційною. Не випадково вона уперше була висунена і обґрунтована Ж. Б. Ламарком, Ч. Дарвіном. У ході розвитку науки проблема адаптації вийшла за рамки теорії еволюції і загальної біології і стала проникати в інші науки.

## Філогенетична адаптація
Філогенетична адаптація — це процес, що триває упродовж життів декількох поколінь, і вже тому, вона, на думку Ю. Малова, не може бути властивістю одного, окремо взятого організму. Гомеостаз організму як основна властивість є результат філогенетичної адаптації.
Схожість представників людського виду проявляється не в строгій схожості морфологічних і функціональних ознак окремих індивідів, а у відповідності їх зовнішнім умовам довкілля. Відмінність у будові органів і тканин ще не є заперечення норми. Важливо, чи відповідають ця будова і його функції варіаціям зовнішнього середовища. Якщо структура відповідає коливанням зовнішніх чинників, значить, вона забезпечує життєздатність організму і визначає його здоров'я. Зміст поняття адаптації охоплює не лише здатність живих систем відбивати, за допомогою зміни, чинники середовища, але і здатність цих систем у процесі взаємодії створювати в собі механізми і моделі активної зміни і перетворення середовища, в якому вони мешкають.